# Return of the Boom Bap
| Críticas profissionais | Críticas profissionais |
| Avaliações da crítica  | Avaliações da crítica  |
| Fonte                  | Avaliação              |
| ---------------------- | ---------------------- |
| Allmusic               | [ 1 ]                  |
| Boston Globe           | (favorável)            |
| Chicago Tribune        | (favorável)            |
| Robert Christgau       | A−                     |
| Entertainment Weekly   | B+                     |
| RapReviews             | (8.5/10)               |
| Rolling Stone          | [ 7 ]                  |
| The Source             | [ 8 ]                  |
| Sun Sentinel           | (favorável)            |

Return of the Boom Bap foi o primeiro álbum solo oficial de KRS-One, lançado em 1993 pelo selo Jive Records. Chegou na parada de álbuns Billboard 200 no número 37 em 16 de Outubro de 1993. Em 1998, o álbum foi selecionado como um dos 100 Melhores Álbuns de Rap da revista The Source. O disco foi originalmente avaliado com 4 microfones pela The Source em 1993.
Ao contrário da maioria dos LP's do Boogie Down Productions, aqui KRS se afasta do trabalho de produção e convida as estrelas em ascensão do underground DJ Premier, Showbiz e Kid Capri para cuidarem das batidas em adição as suas quatro contribuições. A faixa "Black Cop" foi originalmente lançada como um single de 12 polegadas e uma faixa para a trilha sonora do filme CB4, sendo então chamada de uma faixa do B.D.P. Este lançamento diz que a canção é produzida por Pal Joey (que trabalhou junto com Kris nos dois últimos álbuns do B.D.P.) e KRS-One. Willie D do Boogie Down Productions também faz uma aparição não creditada quando se junta a Kris no microfone em "Slap Them Up". Também é provável que o DJ Kenny Parker faz scratches não creditados em algumas canções.

## Lista de faixas
| #  | Título                   | Compositores                                                                                | Produtor(es)                             | Cantor (es)        |
| -- | ------------------------ | ------------------------------------------------------------------------------------------- | ---------------------------------------- | ------------------ |
| 1  | "KRS-One Attacks"        | C. Wright; L.Parker; C. Martin; S. LaRock                                                   | DJ Premier                               | KRS-One            |
| 2  | "Outta Here"             | L.Parker; C. Martin; J. Brown; E. Sadler; H. Shocklee; R. Walters                           | DJ Premier                               | KRS-One            |
| 3  | "Black Cop"              | L.Parker; C. S. Dodd; W. Williams                                                           | KRS-One                                  | KRS-One            |
| 4  | "Mortal Thought"         | L. Parker; C. Martin; B. Joel; Phil Ramone                                                  | DJ Premier                               | KRS-One            |
| 5  | "I Can't Wake Up"        | L.Parker; C. Martin                                                                         | DJ Premier, KRS-One                      | KRS-One            |
| 6  | "Slap Them Up"           | W.Broady; L. Parker; N. Cotto; D. Jones                                                     | Norty Cotto, Douglas Jones (co-producer) | KRS-One, Ill Will  |
| 7  | "Sound of da Police"     | R.Lemay, L. Parker, T. Washington, A. Lomax,B. Chandler, E. Burdon, J. A. Lomax, S. Stewart | Showbiz                                  | KRS-One            |
| 8  | "Mad Crew"               | L. Parker, Curtis Mayfield                                                                  | KRS-One                                  | KRS-One            |
| 9  | "Uh Oh"                  | L. Parker; Wycliffe 'Steely' Johnson; Cleveland 'Clevie' Browne                             | KRS-One                                  | KRS-One            |
| 10 | "Brown Skin Woman"       | D. Love; L. Parker; M. Jackson; J. Coltrane                                                 | Kid Capri                                | KRS-One            |
| 11 | "Return of the Boom Bap" | L. Parker                                                                                   | KRS-One                                  | KRS-One            |
| 12 | ""P" Is Still Free"      | L.Parker; C. Martin; B. Maupin; J.Arrington                                                 | DJ Premier                               | KRS-One            |
| 13 | "Stop Frontin'"          | D. Love; L. Parker; B. Bernier; N. Simon; A. Jamal                                          | Kid Capri                                | KRS-One, Kid Capri |
| 14 | "Higher Level"           | L.Parker; C. Martin; G. Page                                                                | DJ Premier                               | KRS-One            |

## Samples Usados
Fonte: Rap Sample FAQ
- "KRS-One Attacks"
  - "A Mother's Love" de Charles Wright & the Watts 103rd Street Rhythm Band (do álbum de 1973 "Doin' What Comes Naturally")
  - "South Bronx" de Boogie Down Productions (do álbum de 1987 "Criminal Minded")
- "Outta Here"
  - "Funky President" de James Brown (do álbum de 1975 "Reality")
  - "The Moment I Feared" de Slick Rick (do álbum de 1988 "The Great Adventures of Slick Rick")
- "Black Cop"
  - "Armagideon Time" de Willi Williams (do álbum de 1978 "Armagideon Time")
- "Mortal Thought"
  - "Rosalinda's Eyes" de Billy Joel (do álbum de 1978 "52nd Street")
- "Sound of da Police"
  - "Submissions" de Tyrone Washington (do álbum de 1971 "Roots")
  - "Inside Looking Out" de Grand Funk Railroad (do álbum de 1970 "Grand Funk")
  - "Sing A Simple Song" de Sly & The Family Stone (do álbum de 1969 "Stand!")
- "Mad Crew"
  - "Don't Change Your Love de The Five Stairsteps
- "Brown Skin Woman"
  - "The Late Late Blues" de Milt Jackson and John Coltrane (do álbum de 1961 "Bags and Trane")
- ""P" Is Still Free"
  - "The Jewel in the Lotus" de Benny Maupin (do álbum de 1974 "The Jewel in the Lotus")
  - "Papa Was Too (Live)" de Joe Tex (do álbum de 1968 "Live and Lively")
- "Stop Frontin'"
  - "Poinciana (Live at Montreux Jazz Festival)" de Ahmad Jamal (do álbum de 1971 "Freeflight")
  - "Break This" de The Turntablist (from "Super Duck Breaks: The Saga")
- "Higher Level"
  - "Blackula" de Gene Page (from the "Blackula" soundtrack)

## Singles do álbum
| Informação do single                                                              |
| --------------------------------------------------------------------------------- |
| "Outta Here" - Lançado: 3 de Setembro de 1993 - Lado-B: "I Can't Wake Up"         |
| "Sound of Da Police" - Lançado: 6 de Dezembro de 1993 - Lado-B: "Hip Hop vs. Rap" |

## Posições do álbum nas paradas
| Ano  | Álbum                  | Posições nas paradas | Posições nas paradas   | Posições nas paradas |
| Ano  | Álbum                  | Billboard 200        | Top R&B/Hip Hop Albums |                      |
| 1993 | Return of the Boom Bap | #37                  | #5                     |                      |

## Posições dos singles nas paradas
| Ano  | Canção             | Posições nas paradas  | Posições nas paradas             | Posições nas paradas | Posições nas paradas               |
| Ano  | Canção             | The Billboard Hot 100 | Hot R&B/Hip-Hop Singles & Tracks | Hot Rap Singles      | Hot Dance Music/Maxi-Singles Sales |
| 1993 | Outta Here         | -                     | #61                              | #5                   | #10                                |
| 1993 | Sound of Da Police | #89                   | #79                              | #17                  | #6                                 |